# Tegami Bachi
Tegami Bachi (テガミバチ Tegamibachi?, lit. Abeja mensajera) es una serie de manga escrita e ilustrada por Hiroyuki Asada. Empezó a publicarse en la revista Gekkan Shōnen Jump desde septiembre de 2006 hasta que la revista fue cancelada, y fue una de las series trasferidas a la Jump Square. El manga tiene una adaptación al anime por el estudio Pierrot+.

## Argumento
La historia se desarrolla en la tierra de Amberground, un lugar similar a la antigua Inglaterra Victoriana y de noche eterna sólo parcialmente iluminado por un sol artificial. Lag Seeing trabaja como Tegami Bachi (abeja mensajera, algo así como un cartero) en Bee Hive (La Colmena, un servicio postal) junto a su Dingo Niche y su "mascota" Steak. Como abeja mensajera, el trabajo de Lag consiste en entregar cartas y paquetes de pueblo en pueblo, evitando el mayor riesgo de Amberground: insectos gigantes con una coraza indestructible conocidos como Gaichuu, que intentan alimentarse del "corazón" que reside en las personas y las cartas. 
Cuando Lag era muy pequeño su madre fue secuestrada por hombres de Akatsuki, la capital de Amberground. Esta, le envía como carta hasta el pueblo portuario dónde vive su tía. La persona que lo entregó fue Gauche Suede, a quien Lag comienza a admirar y quien se vuelve su inspiración para convertirse él también en un Tegami Bachi. Pero al convertirse finalmente en uno, se entera de que Gauche ha desaparecido y que ha perdido el corazón, que este ha sido perdido luchando contra un gaichuu. Lag desea que este recupere el corazón y que puedan vivir bien junto a Sylvette, la hermana de Gauche, con la que ya vive, además de Niche y Steak.
Poco a poco, van descubriendo cosas que los llevarán hasta el paradero Gos y la organización antigubernamental Reverse.

## Personajes
- Lag Seeing (ラグ シーイング Ragu Shīingu?)

Es el protagonista, un Tegami Bachi (abeja mensajera). Es un niño de 12 años con una mentalidad muy centrada, concentrado siempre en entregar las cartas, independientemente de las situaciones en que se meta. Es muy emotivo, llorando muy a menudo. Como la mayoría de los Tegami Bachi, posee un arma especial llamada Shindanjū (literalmente, el "arma de proyectil del corazón") donde carga un "fragmento de corazón" en la misma. Él al parecer es capaz de controlar la dirección del tiro y puede ver los sentimientos dejados en las cartas o paquetes por quienes los envían. Cuando era niño, fue "entregado" como paquete por la abeja mensajera Gauche Suede, y se inspiró en él para convertirse en una abeja mensajera también. Su ojo izquierdo es un ámbar espiritual de color rojo, que le permite aprovechar mejor el Shindanjū y también le permite disparar una bala corazón de su propio cuerpo. Su nombre se deriva de la palabra "lágrima", y alternativamente de "rag" (trapo/harapos) y "Lú" o "Lugh" (Dios celta del sol/la luz). Y el nombre de su shindan, Akabari, proviene del color de su tiro (rojo) y la terminación bari, aguijón. Su seiyū es Miyuki Sawashiro.
- Niche (ニッチ Nitchi?)

Es la Dingo de Lag. Ella viaja con Lag, en calidad de su dingo y es muy fiel a Lag. Ella lucha usando su cabello, también conocido como "Las Espadas de Oro", que puede manipular convirtiendo en poderosas hojas o espadas muy filosas y capaces de levantar cosas muchas veces su tamaño. Ella tiene antebrazos con garras que por lo general mantiene cubiertos con manoplas de cocina como guantes. Niche muestra características de los animales salvajes, como lamer las heridas y olfatear el aire de cualquier rastro de peligro. No le gusta usar ropa interior, pero usa por amor a Lag, alegando que él es el primer hombre que le regala ropa interior. Aparenta tener 7 años pero recientemente reveló que nació aproximadamente hace 200 años en la ciudad de Blue Notes Blues (永久 冰河 Eikyūhyōga?, , lit. Glaciar permanente)). Su seiyū es Ayumi Fujimura
- Gauche Suede (ゴーシュ スエード Goshu Suēdo?)

Es el socorrista de Lag, que aparece por primera vez en el capítulo 1. Él es la abeja mensajera que encuentra a Lag de joven. Viendo marcado como una carta en "Cosa Bell", una pequeña ciudad en el "Distrito Yodaka" (la clase baja en Amberground). Él tiene que entregarlo a "Campbell Litus", una ciudad también en el "Distrito Yodaka", para que pueda reunirse con su tía, que era de confianza para cuidar de él de la persona que escribió la carta de datos. Gauche es también una carta de cuidado de abejas y entusiasta, que está tratando de convertirse en el "Head Bee" (Capitán de los Letter Bee) el dinero lo tiene lo suficiente para ayudar a su hermana y vivir en paz. En el capítulo 7 se revela que Gauche ya no es una abeja Cartera.
Se revela en el capítulo 10 por Aria Link que la hermana de Gauche, Sylvette, nació en el Día de parpadeo. Gauche había ido a la colina de la oración cuando nació Sylvette, el Día de Flicker ("El día de parpadeo" en la prensa japonesa), día en que el sol artificial dejó de funcionar por unos momentos. Su madre murió después de que naciera Sylvette, y Gauche perdió sin explicación todos los recuerdos sobre su madre. Inconscientemente, Aria dice que para llenar el vacío en su corazón con la falta de sus recuerdos de su madre, empezó a concentrar toda su atención en hacer que a Sylvette feliz. Su seiyū es Jun Fukuyama.
- Sylvette Suede (シルベット スエード Shirubetto Suēdo?)

Es la hermana parapléjica de Gauche. Nacido en el Día de parpadeo, como Lag. Su hermano dejó de ir a Akatsuki, y finalmente desapareció. Cuando ella se reúne con Lag, años más tarde, afirma que había renunciado a que Gauche aún estuviera vivo, aunque más tarde se entera de que está vivo, y el desfase de las promesas para encontrarlo. Alquila la habitación de Gauche a Lag, Niche, Steak, y hace Muñecas para cubrir el alquiler y los gastos. Lag cree que su sopa es tan terrible como la sopa que Gauche había traído consigo en su viaje. Su seiyū es Nana Mizuki.
- Largo Lloyd (ラルゴ ロイド Rarugo Roido?)

Es el jefe de "Bee Hive". Largo tiende a tener un interés extraño en Lag y sus entregas, aunque la razón de esto es desconocido. Su seiyū es Katsuyuki Konishi.
- Aria Link (アリア リンク Aria Rinku?)

Es la subjefa de "Bee Hive". Aria actúa como la mano derecha de Largo Lloyd, teniendo cuidado de las cosas de menor importancia para él. Fue introducido antes de la serie en la memoria Gauche como una abeja cartera y su interés romántico. El espíritu de ámbar de Aria es la bala de Restauración del Corazón, que se ejecuta por la reproducción de música con su violín. La música tiene un efecto curativo sobre todo el que oye. Cuanto más cerca se está de ella mientras está tocando, más fuertes son los efectos curativos. Su seiyū es Ami Koshimizu.
- Connor Culh  (コナー・クルフ Konā Kurufu?)

Joven abeja mensajera vista por primera vez en el capítulo 2, escoltando Lag a su entrevista de trabajo. Parece ser popular entre la gente del pueblo. Es fornido y de tiene un buen apetito , y se cansa fácilmente. Su Dingo es un perro sabueso llamado Gus (ガス, GASU), quien es experto en túneles. Él se enamoró de Sunny, una niña de una abadía en la Ciudad Lamento, sin saber que ella y todos en su abadía eran miembros de Reverse. Cuando ella, junto con todos los otros miembros de su abadía, pierde su corazón frente al Gaichuu Cabernet, deja de ser consciente de sus actos y furiosamente ataca a los Gaichuu, desmayándose y perdiendo también su corazón. A partir del último capítulo, se mantiene en Lamento en estado de coma, aunque sigue creyendo que va a recuperar su corazón un día. Su seiyū es Hisayoshi Suganuma
- Zazie  (ザジ Zaji?)

Abeja mensajera que se introdujo en el capítulo siete. Él es muy hábil en el enfrentamiento con Gaichuus, ya que sus padres fueron asesinados por un Gaichuu cuando era joven. Esto llevó a Zazie a convertirse en una abeja cartera para buscar la venganza contra todos los Gaichuu. Debido a esto, está más centrado en la muerte de estos que en la entrega de cartas que tiene poco interés para él. Zazie es muy amante de los gatos. Su Dingo a una pantera negra, llamada Wasiolka. Sus shindan son 'fragmentos de su malicia', aotogue, espinas azules. Su seiyū es Daisuke Kishio
- Jiggy Pepper (ジギー ペッパー Jigī Peppā?)

Es uno de los Bee semi-recurrentes, cuyo Shindanjū es su motocicleta. Fue mencionada por primera vez en el capítulo tres por su hermana adoptada, Nelli. Jiggy más tarde apareció el ahorro posterior de un Gaichū gigante que lo había atrapado en un trance. Dijo que había recibido una carta de su hermana Nelli quien le habló de los esfuerzos de Lag, y le dio las gracias, antes de partir. Zazie lo adora como a un héroe. Su Dingo es un halcón llamado Harry. Su seiyū es Kazuya Nakai.
- Noir (ノワール Nowaaru?)

Es un personaje que aparece al final de la primera temporada. Su misión consiste en perseguir a las personas a las abejas mensajeras y quitarles sus cartas. Lag Seeing cree que es Gauche Suede, y en la segunda temporada se muestra que es Gauche Suede pero al parecer perdió su corazón, con todos sus recuerdos.
- Roda (ロダ Roda?)

Ayuda a Noir a perseguir a las abejas mensajeras. Roda es el Dingo de Noir, lo que es lo mismo Roda en persona humana.

## Terminología
- Tegami Bachi:  Las Tegami Bachi (Abejas Mensajeras) son carteros que entregan cartas, paquetes, etc., a corta o larga distancia.

- Dingo: Son las mascotas de las Tegami Bachi. Pueden ser cualquier tipo de animal o monstruo que se pueda entrenar. Por lo general, los Dingos ayudan a las Tegami Bachi a derrotar a los Gaichuu, pero también son útiles para otras cosas, como la compañía, la guía, etc.

- Ámbares Espirituales: En tiempos antiguos, la energía espiritual que residía en la tierra era materializada dentro de pequeños insectos, los cuales, quedaron individualmente atrapados en una resina que más tarde se cristalizo y así se crearon los llamados Ámbares Espirituales. Los mismos son muy útiles para las Tegami Bachi ya que, la mayoría de ellos, al usarlos unifican la energía del Ámbar Espiritual con su corazón y así logran el Shindan.

- Shindan: Surge cuando la Tegami Bachi unifica la energía del Ámbar Espiritual con su corazón (aunque a veces puede realizarse unificándolo con otras cosas, como Zazie que lo hace con su "malicia"). De esta manera logra un rayo de energía que sirve principalmente para destruir pero, además de eso, es posible que la Tegami Bachi tenga una habilidad especial en su Shindan. Por ejemplo, Lag con su Shindan es capaz de proyectar en una pantalla el recuerdo de los objetos, mostrando el pasado de dicho objeto. En la mayoría de los casos, el Shindan va consumiendo parte del corazón en cada disparo, por eso se necesita disparar con prudencia y moderación.

- Shindanjuu: Es un tipo de arma que generalmente unifica la energía de los Ámbares Espirituales con los corazones de las personas que la utilicen para así disparar un Shindan.

- Gaichuu: Criaturas de monstruosa apariencia que viven en las afueras de cada civilización. Existen distintos tipos de Gaichuus, unos más fuertes que otros. Son muy agresivos, por lo que las Tegami Bachi deben usar su Shindan para poder derrotarlos. Solo se pueden vencer si se localiza su punto débil y se les dispara un Shindan allí. Es muy común que las Tegami Bachi se enfrenten constantemente con ellos, ya que en sus viajes para hacer sus entregas salen y entran de ciudad en ciudad metiéndose en las afueras muchas veces.

## Contenido de la obra

### Manga
Los diez primeros capítulos de Tegami Bachi fueron originalmente publicados en la ya extinta Shonen Jump mensual. Un número especial fue publicado como un one-shot en la revista semanal Shōnen Jump antes del lanzamiento de Jump Square, donde Tegami Bachi esta ahora en serie. Hasta mayo de 2012, se han producido 59 capítulos serializados, recopilados en catorce tankōbon, el primero el 4 de enero de 2007 y el último el 2 de mayo de 2012.
Tegami Bachi se ha licenciado para su distribución en idioma inglés en América del Norte por Viz Media, y comenzó la serialización en la edición de marzo de 2009 de su antología Shonen Jump mensual. En Europa, la serie ha sido licenciada en Italia por Panini Cómics en virtud de su división de Planet Manga, Kana en Francia y en España está licenciada por la editorial Planeta.

### Anime
Una adaptación especial de anime, en forma de OVA, fue mostrado durante la Jump Super Anime Tour, eventos en Japón, en el otoño de 2008. [15] Se titulaba Tegami Bachi: Hikari to Ao no Yawa Gensō (テガミバチ 〜 光 と 青 の幻想 夜话 〜?, Letter Bee: light y Blue Night Fantasy), y fue animado por el estudio Pierrot+. La OVA fue traducido de forma gratuita por Anthony Carl Kimm en el sitio web Jumpland con subtítulos en inglés. Más tarde fue lanzado en DVD en el comienzo de 2009.
Una serie de anime de televisión comenzó a emitirse en octubre de 2009 con los mismos actores de voz que en la OVA de 2008. Un año después se emitió su secuela titulada Tegami Bachi REVERSE.

## Banda sonora

### Openings
Tegami Bachi
1. «Hajimari no Hi feat. Mummy-D» por Shikao Suga (1-13)
2. «Love Letter No Kawari Ni Kono» por Seira (14-25)

Tegami Bachi REVERSE
1. «Chiisana Mahou» por Stereopony (1-13)
2. «Yakusoku» por Shikao Suga (14-25)

### Endings
Tegami Bachi
1. «Hatenaki Michi» por HIMEKA (1-13)
2. «Hikari no Kioku» por Angelo (14-25)

Tegami Bachi REVERSE
1. «Wasurenagusa» por Piko (1-13)
2. «Perseus» por Yamazaru (14-25)

## Recepción
Deb Aoki de About.com dice que la serie «tiene todo lo necesario para interesar a los lectores de ambos sexos: la trepidante acción, un mundo mágico, lleno de misterios, personajes simpáticos que son dignos de preocupación, y la hermosa obra de arte, todo hecho con un toque de luz de corazón y humor».[cita requerida]